# Уилак (Харгита)
Уилак (рум. Uilac) насеље је у Румунији у округу Харгита у општини Сачел. Oпштина се налази на надморској висини од 454 m.

## Становништво
Према подацима из 2002. године у насељу је живело 27 становника, од којих су сви румунске националности.